# Impulssvar

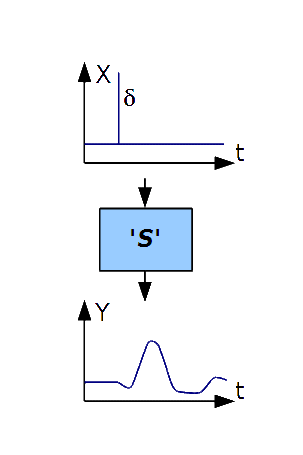
Exempel på impulssvar (Y) från ett system (S), när insignalen (X) är en diracpuls (δ).

Impulssvaret är i signalbehandling den utsignal som är resultatet av att skicka en dirac-puls som insignal till ett system, till exempel ett elektroniskt system (filter; förstärkare) eller en mekanisk konstruktion (hjulupphängningen på en bil).
Varje tänkbar insignal kan matematiskt ses som kombinationen av en (oändlig) följd diracpulser. Om systemet i fråga är linjärt och tidsinvariant (ett LTI-system) så kan utsignalen beräknas som kombinationen av alla dessa impulssvar (den matematiska operationen är faltning). Det betyder att ett okänt LTI-system kan kopieras genom att registrera impulssvaret. För autoregressiva system är dock impulssvaret i allmänhet oändligt långt, och måste kortas ner.
Detta samband gäller dock enbart för LTI-system. System som inte är linjära (till exempel bottnade förstärkare och många biologiska processer) eller som ändrar karaktär med tiden (till exempel adaptiva system och ekonomiska system) kan inte beskrivas med denna metod.